# Ron Darmon
Ron Darmon (30 de outubro de 1992) é um triatleta profissional israelense.

## Carreira

### Rio 2016
Ron Darmon competiu na Rio 2016, ficando em 26º lugar com o tempo de 1:48.41.